# Hiranagar
Hiranagar é uma cidade e uma notified area committee no distrito de Kathua, no estado indiano de Jammu e Kashmir.

## Geografia
Hiranagar está localizada a 32° 27′ N, 75° 16′ L. Tem uma altitude média de 308 metros (1010 pés).

## Demografia
Segundo o censo de 2001, Hiranagar tinha uma população de 7879 habitantes. Os indivíduos do sexo masculino constituem 56% da população e os do sexo feminino 44%. Hiranagar tem uma taxa de literacia de 73%, superior à média nacional de 59,5%: a literacia no sexo masculino é de 80% e no sexo feminino é de 65%. Em Hiranagar, 12% da população está abaixo dos 6 anos de idade.